# Ciro Ippolito
Ciro Ippolito (* 27. Juni 1947 in Neapel) ist ein italienischer Filmregisseur, Filmproduzent und Schauspieler.

## Leben
Der Sohn eines Theater-Impresario spielte bereits als Kind eine Rolle in Classe di ferro von Turi Vasile. Nachdem er ab Mitte der 1960er Jahre selbst im Theater tätig gewesen war, begann er 1972 wieder mit Filmarbeiten als Schauspieler. Nachdem diese Karriere nicht recht vorankam, startete er 1977 mit der Produktion und dem Skripten von eigenen Filmen, darunter etliche mit dem neapolitanischen Sänger Mario Merola, die in dieser Region große Kassenschlager wurden.
Ab 1980 inszenierte er auch selbst, als erstes einen der Alien-Epigonen, Alien, die Saat des Grauens kehrt zurück, unter dem Pseudonym Sam Cromwell. Nachdem er sich mit dem Beginn der 1990er Jahre auf Arbeiten fürs Fernsehen konzentriert hatte, kehrte er 2004 zur großen Leinwand zurück. Vaniglia e cioccolato blieb jedoch größerer Erfolg versagt.

## Filmografie (Auswahl)
Schauspieler, Produzent, Drehbuchautor, Regisseur
- 1957: Classe di ferro (S)
- 1974: Castigata – Die Gezüchtigte (Flavia, la monaca musulmana) (S)
- 1976: Annie Belle – Zur Liebe geboren (La fine dell'innocenza) (S)
- 1979: Der große Kampf des Syndikats (I contrabbandieri di Santa Lucia) (P, D)
- 1980: Alien, die Saat des Grauens kehrt zurück (Alien 2 – Sulla terra) (R, P, D)
- 1984: Arrapaho (R, P, D)
- 1986: Fieber im Blut – La Veneziana (La Venexiana) (P)
- 1991: Eine Frau von Ehre (Vendetta: Secrets of a Mafia bride) (P, TV)
- 1992: Sperelli setzt sich durch (Io speriamo che me la cavo) (P)
- 1995: Free Snowball – Rettet den weißen Wal (Palla di neve) (P, D)
- 1999: Die siebente Papyrusrolle (The seventh scroll) (P, D, TV-Mini-Serie)
- 2004: Vaniglia e cioccolato (R, D, P)